# John Crichton-Stuart, 4. Marquess of Bute

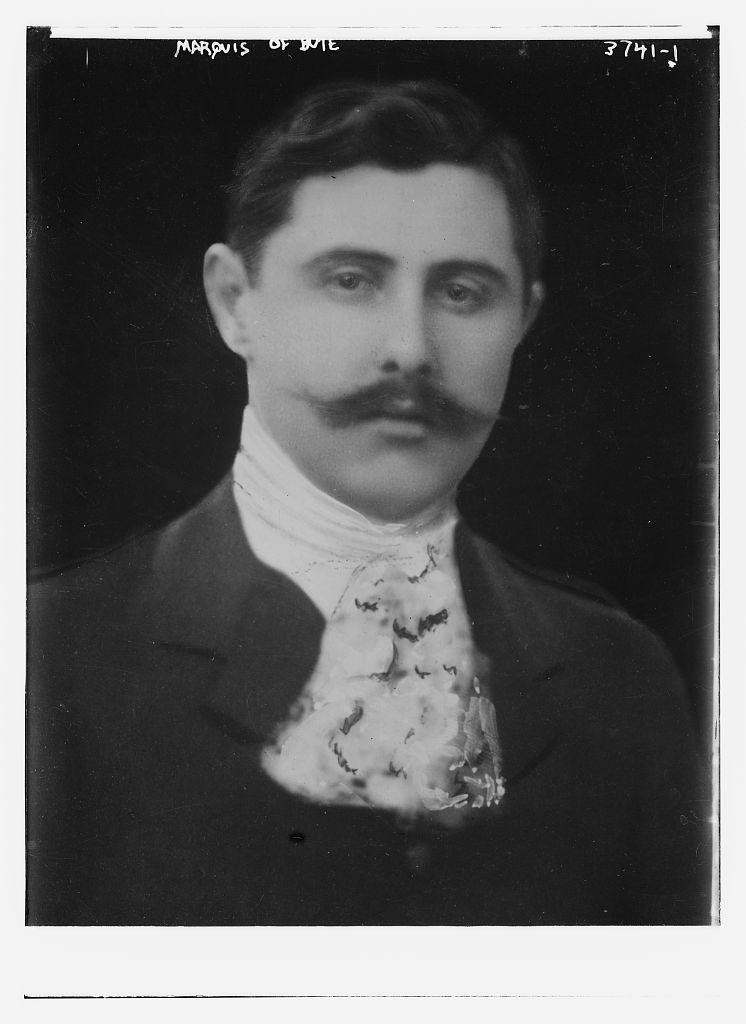
Porträtfoto von John Crichton-Stuart, 4. Marquess of Bute, um 1915

John Crichton-Stuart, 4. Marquess of Bute KT (* 20. Juni 1881 in Chiswick House, London; † 25. April 1947 in Rothesay, Isle of Bute), war ein britischer Adliger und Politiker.

## Familie und Jugend
Crichton-Stuart entstammte einer alten Nebenlinie des Hauses Stuart. Er wurde als ältester Sohn von John Patrick Crichton-Stuart, 3. Marquess of Bute und dessen Frau Gwendolen Fitzalan-Howard, der ältesten Tochter von Edward Fitzalan-Howard, 1. Baron Howard of Glossop, geboren. Er besuchte die Harrow School und das Christ Church College in Oxford. 

## Leben
Nach dem Tod seines Vaters 1900 erbte Crichton-Stuart den Titel Marquess of Bute und die umfangreiche  Besitzungen seines Vaters mit mehreren Schlössern, darunter Cardiff Castle, Castell Coch und Mount Stuart House. Wie sein Vater war er stark an Kunst und Architektur interessiert. Ab 1903 erwarb er die von Robert Adam gestalteten Häuser an der Nordseite des Charlotte Square in der New Town von Edinburgh und ließ sie restaurieren. Das mittlere Haus diente seit 1930 als sein Stadthaus in Edinburgh und wird heute noch als Bute House bezeichnet.
Dazu ließ er die römischen Mauern von Cardiff Castle sowie das mittelalterliche Caerphilly Castle in Wales restaurieren. Daneben baute er die Bute Collection, die Kunstsammlung seiner Familie, aus.
Er erweiterte seinen umfangreichen Grundbesitz durch Landkäufe im Ausland. Er wurde der größte ausländische Grundbesitzer in Marokko, dazu erwarb er Grundbesitz in Spanien und Südamerika. 1938 verkaufte er einen Großteil seiner Besitzungen in und um Cardiff, weshalb er als The man who sold a City bezeichnet wurde.
Von 1905 bis zu seinem Tod war er Lord Lieutenant of Bute. 1922 wurde er in den Distelorden aufgenommen.

## Sonstiges
Ein Teil seiner Hochzeit auf Castle Bellingham in Irland 1905 wurde gefilmt und gilt als ältester Film einer Hochzeit im Vereinigten Königreich.

## Familie und Nachkommen
Er heiratete am 6. Juli 1905 Augusta Bellingham, die zweite Tochter von Sir Alan Bellingham, 4. Baronet (of Castle Bellingham) und dessen erster Frau Constance Noel. Er hatte folgende Kinder:
- Lady Mary Crichton-Stuart (* 1906) ⚭ Edward Alan Walker;
- John Crichton-Stuart, 5. Marquess of Bute (1907–1956) ⚭ Lady Eileen Beatrice Forbes, Tochter des Bernard Forbes, 8. Earl of Granard;
- Lady Jean Crichton-Stuart (1908–1995) ⚭ Hon. James Willoughby Bertie, Sohn des Montagu Bertie, 7. Earl of Abingdon;
- Lord Robert Crichton-Stuart (1909–1976) ⚭ Lady Janet Egidia Montgomerie, Tochter des Archibald Montgomerie, 16. Earl of Eglinton;
- Lord David Crichton-Stuart (1911–1970) ⚭ Ursula Sybil Packe, Witwe des Peter Thomas Clifton;
- Lord Patrick Crichton-Stuart (1913–1956), ⚭ (1) Jane von Bahr, ⚭ (2) Linda Irene Evans;
- Lord Rhidian Crichton-Stuart (1917–1969) ⚭ Selina van Wijk.

Als er 1947 starb, erbte sein ältester Sohn John seine Adelstitel.